# Massacro dell'isola della Pace
Il massacro dell'isola della Pace fu un omicidio di massa avvenuto nel sito dell'isola della Pace a Naharayim, vicino al confine israelo-giordano, il 13 marzo 1997, in cui un soldato giordano aprì il fuoco contro un folto gruppo di studentesse israeliane della scuola AMIT Fuerst (Fürst) di Bet Shemesh, in gita scolastica, uccidendo 7 di loro e ferendone altre 5 ed un insegnante, prima che un gruppo di soldati giordani lo catturasse e si precipitasse ad aiutare le vittime.
All'autore, Ahmad Daqamseh, fu diagnosticato un disturbo antisociale di personalità da un team medico giordano. Successivamente un tribunale militare di cinque membri lo condannò a 20 anni di carcere con lavori forzati.
Poco dopo l'attacco, re Husayn andò a porgere le condoglianze alle famiglie delle vittime; ciò fu visto come un atto sincero e insolito nella storia del conflitto arabo-israeliano, che commosse l'opinione pubblica israeliana in lutto e contribuì a migliorare le relazioni tra i due Paesi dopo l'attacco.
Daqamseh venne successivamente definito come un "eroe" dal politico giordano di sinistra Hussein Mjalli e una petizione circolò nel parlamento giordano nel 2013 in cui i parlamentari affermarono che aveva terminato la sua condanna. Daqamseh fu rilasciato il 12 marzo 2017 dopo aver completato la sua condanna. Espresse orgoglio per le sue azioni e non mostrò segni di rimorso.

## L'attacco
Giovedì 13 marzo 1997, 80 studentesse del settimo e dell'ottavo anno della scuola Fuerst (Fürst) di Beit Shemesh, a ovest di Gerusalemme, erano in gita nella Valle del Giordano e sulle alture del Golan. Parte del viaggio fu a Naharayim, visitando l'"Isola della Pace", una località turistica congiunta israelo-giordana sotto il controllo giordano.
Nel pomeriggio la classe raggiunse il sito "Isola della Pace" e le ragazze scesero dall'autobus. Mentre si stavano dirigendo verso l'osservatorio, un soldato giordano di stanza nel sito aprì il fuoco sul gruppo con un M16.
L'autore uccise sette studentesse e ne ferì altre cinque e un insegnante prima che il suo fucile si inceppasse, e che i soldati giordani si precipitassero ad aiutare le vittime.

### Vittime
- Sivan Fathi, 13 anni, di Tzelafon;
- Karen Cohen, 14 anni, di Beit Shemesh;
- Ya'ala Me'iri, 13 anni, di Beit Shemesh;
- Shiri Badayev, 14 anni, di Beit Shemesh;
- Natali Alkalai, 13 anni, di Beit Shemesh;
- Adi Malka, 13 anni, di Beit Shemesh;
- Nirit Cohen, 13 anni, di Beit Shemesh.